# Escut de Forès
L'escut oficial de Forès té el següent blasonament:
Escut caironat truncat: 1r d'argent, 2n de gules; ressalta sobre la partició una espasa flamejada d'or. Per timbre, una corona mural de poble.

## Història
Va ser aprovat el 14 de maig del 2001.
L'espasa flamejant és l'atribut de l'arcàngel sant Miquel, patró del poble.